# Фредеріктаун (Огайо)
Фредеріктаун (англ. Fredericktown) — селище (англ. village) в США, в окрузі Нокс штату Огайо. Населення — 2648 осіб (2020).

## Географія
Фредеріктаун розташований за координатами 40°28′43″ пн. ш. 82°32′58″ зх. д. / 40.47861° пн. ш. 82.54944° зх. д. (40.478540, -82.549521).  За даними Бюро перепису населення США в 2010 році селище мало площу 5,38 км², з яких 5,11 км² — суходіл та 0,26 км² — водойми.

## Демографія
Згідно з переписом 2010 року, у селищі мешкали 2493 особи в 1050 домогосподарствах у складі 691 родини. Густота населення становила 464 особи/км².  Було 1133 помешкання (211/км²).
Расовий склад населення:
| - 98,0 % — білих - 0,4 % — чорних або афроамериканців - 0,2 % — корінних американців |

До двох чи більше рас належало 1,0 %. Частка іспаномовних становила 0,9 % від усіх жителів.
За віковим діапазоном населення розподілялося таким чином: 25,8 % — особи молодші 18 років, 58,8 % — особи у віці 18—64 років, 15,4 % — особи у віці 65 років та старші. Медіана віку мешканця становила 37,6 року. На 100 осіб жіночої статі у селищі припадало 94,9 чоловіків;  на 100 жінок у віці від 18 років та старших — 89,9 чоловіків також старших 18 років.
Середній дохід на одне домашнє господарство  становив 61 435 доларів США (медіана — 45 583), а середній дохід на одну сім'ю — 71 574 долари (медіана — 54 009). Медіана доходів становила 47 143 долари для чоловіків та 30 238 доларів для жінок. За межею бідності перебувало 11,1 % осіб, у тому числі 17,5 % дітей у віці до 18 років та 7,9 % осіб у віці 65 років та старших.
Цивільне працевлаштоване населення становило 1417 осіб. Основні галузі зайнятості: освіта, охорона здоров'я та соціальна допомога — 26,9 %, виробництво — 15,0 %, роздрібна торгівля — 10,0 %, мистецтво, розваги та відпочинок — 8,4 %.